# Bobby Jenks
Pour les articles homonymes, voir Jenks.
Bobby Jenks de son nom complet Robert Scott Jenks, né le 14 avril 1981 à Mission Hills (Californie) et mort le 4 juillet 2025 à Sintra (district de Lisbonne, Portugal), est un joueur de baseball américain actif de 2005 à 2011. 
Lanceur de relève droitier, il joue dans la Ligue majeure de baseball pour les White Sox de Chicago de 2005 à 2010 et brièvement pour les Red Sox de Boston en 2011. Membre de l'équipe des White Sox championne de la Série mondiale 2005, il représente le club au match des étoiles en 2006 et 2007. En 2007, Jenks bat un record du baseball majeur vieux de 35 ans en retirant 41 frappeurs adverses d'affilée, et détient la marque jusqu'à ce qu'elle soit battue en 2009 par son coéquipier Mark Buerhle.

## Carrière

### White Sox de Chicago
Après des études secondaires à la Inglemoor High School de Kenmore (Washington), il est repêché en juin 2000 par les Angels d'Anaheim au cinquième tour de sélection.
Encore joueur de Ligues mineures, Bobby Jenks est soumis au ballotage, et se retrouve en décembre 2004 au sein de l'organisation des White Sox de Chicago.
Évoluant pour les Barons de Birmingham au niveau AA à son arrivée dans l'organisation des White Sox, Jenks est rappelé par le grand club durant l'été 2005 et fait ses débuts en Ligue majeure le 6 juillet.
Il apparaît 32 fois sur le monticule lors de sa saison recrue et affiche une excellente moyenne de points mérités de 2,75 avec 50 retraits sur des prises en 39 manches et un tiers lancées. Le droitier lance en séries d'après-saison et apparaît notamment dans les quatre rencontres de la Série mondiale 2005, que les White Sox remportent sur les Astros de Houston.

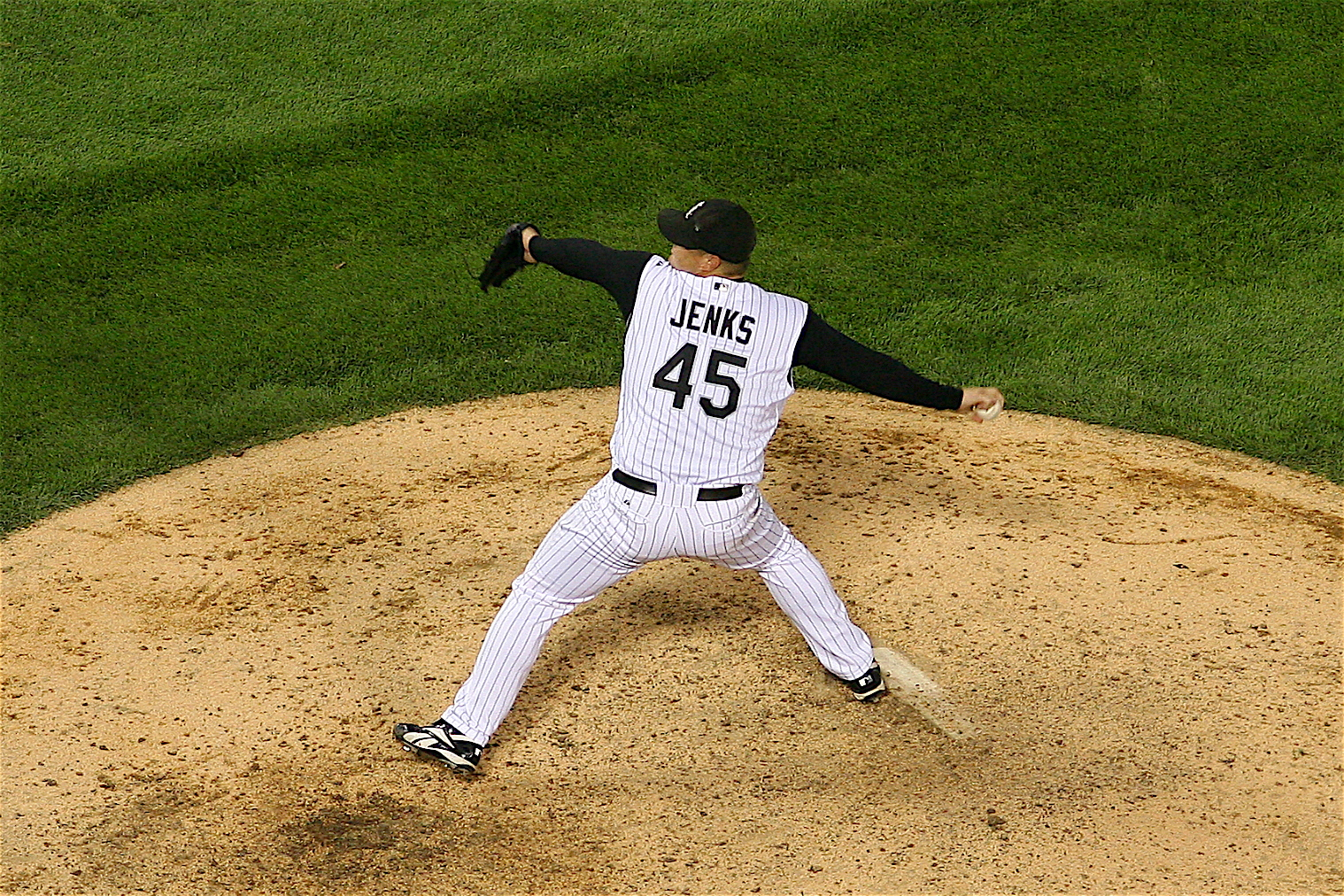
Bobby Jenks lance pour les White Sox en 2006.

Jenks s'impose comme un des meilleurs lanceurs de puissance du baseball, avec une balle rapide dépassant les 100 miles à l'heure. Il possède également à son arsenal de lancers une balle glissante, une balle courbe et un changement de vitesse.
Entre le 17 juillet et le 20 août 2007, Jenks retire 41 frappeurs d'affilée, égalant le record de tous les temps détenu par l'ancien des Giants de San Francisco, Jim Barr depuis 1972 (23 au 29 août). Cette marque sera battue en 2009 par le coéquipier de Jenks chez les White Sox, Mark Buerhle.
Il a participé au Match des étoiles de la Ligue majeure de baseball en 2006 et en 2007.
Il quitte les White Sox en mauvais termes avec le manager de l'équipe Ozzie Guillen, le critiquant notamment pour sa gestion du personnel de releveurs. Les choses dégénèrent après plusieurs messages Twitter vitrioliques écrits par Oney Guillen, fils d'Ozzie. En interview au Chicago Tribune, Ozzie Guillen déclare à propos de Jenks qu'il peut aisément le « tuer par l'entremise des journaux » et qu'il souhaite être en colère contre lui car il pourrait alors lui « trancher la gorge ». Terry Francona, le manager des Red Sox de Boston, dont Jenks fait à ce moment partie depuis peu, doit intervenir pour calmer le jeu.

### Red Sox de Boston

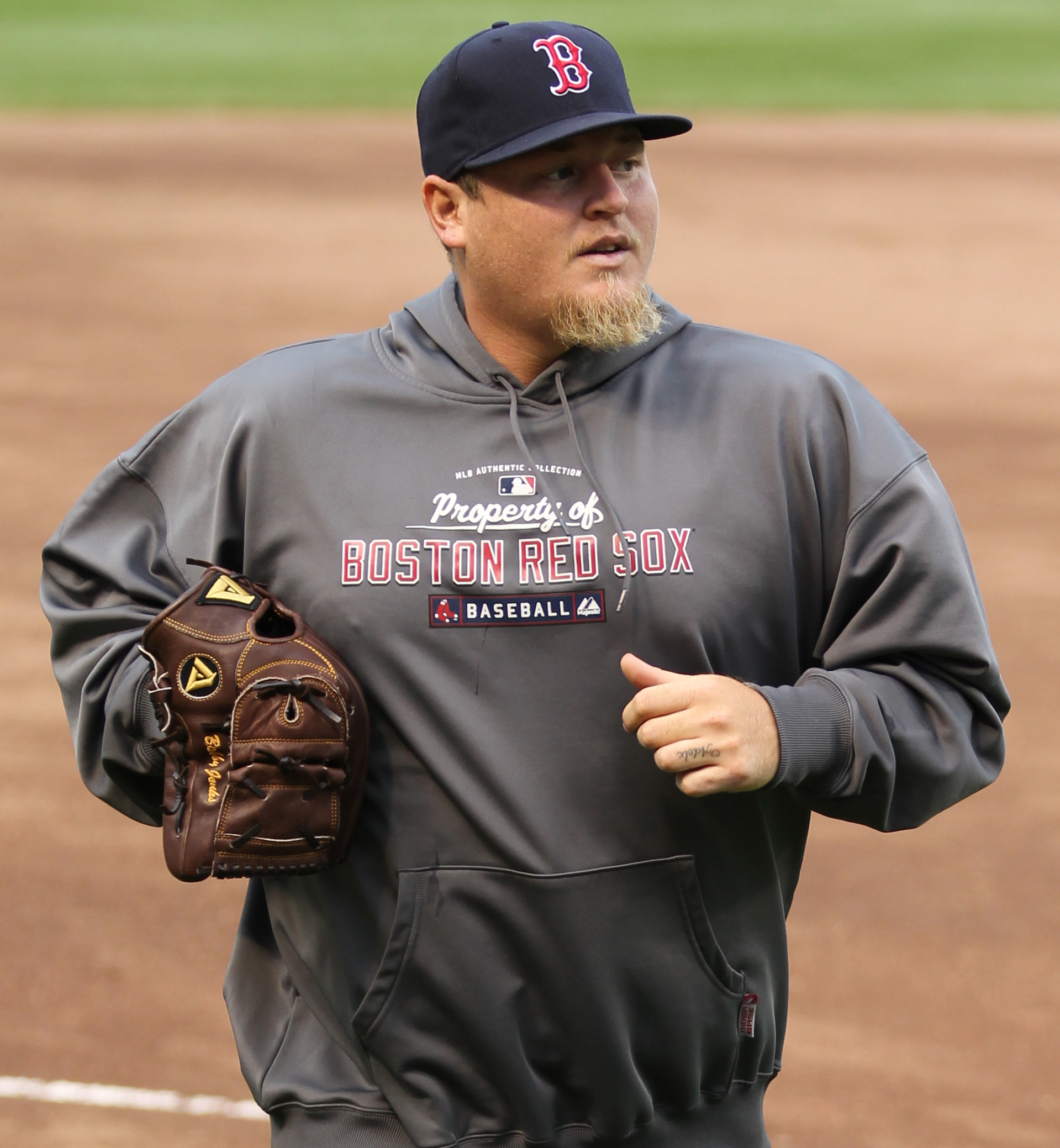
Jenks en 2011 avec les Red Sox de Boston.

En décembre 2010, il signe un contrat de 12 millions de dollars pour deux ans avec les Red Sox de Boston. Il ne lance que 15 manches et deux tiers en 19 sorties en relève en 2011 et affiche une moyenne de points mérités de 6,32 avec deux victoires et deux défaites. Il dispute son dernier match dans le baseball majeur le 7 juillet 2011 avec Boston.
Il est placé sur la liste des blessés à la mi-juillet pour des maux de dos, après avoir fait deux séjours sur cette même liste pour des douleurs à l'épaule plus tôt dans la saison. Sa remise en forme après sa blessure au dos est compromise en août lorsqu'il est hospitalisé durant trois jours après avoir développé une embolie pulmonaire après la chirurgie.
Le 23 mars 2012, Jenks est arrêté après avoir causé un accident de la route à Fort Myers en Floride et accusé d'avoir fui les lieux de la collision et avoir conduit un véhicule sous l'influence d'un mélange d'alcool et de ce qui est décrit comme étant des relaxants musculaires. En plus de ses problèmes médicaux, Jenks souffre à ce moment d'une dépendance aux médicaments antidouleurs et de dépression. Il est en cure de désintoxication lorsque les Red Sox le libèrent de son contrat le 3 juillet 2012 et ne revient plus au jeu après trois opérations au dos. En décembre 2012, le tribunal lui ordonne de compléter son traitement contre l'addiction, et il surmonte cette dépendance.

## Statistiques
| Saison | Équipe     | G   | GS | CG | SHO | V  | D  | SV  | IP    | SO  | ERA  |
| ------ | ---------- | --- | -- | -- | --- | -- | -- | --- | ----- | --- | ---- |
| 2005   | Chicago WS | 32  | 0  | 0  | 0   | 1  | 1  | 6   | 39.1  | 50  | 2,75 |
| 2006   | Chicago WS | 67  | 0  | 0  | 0   | 3  | 4  | 41  | 69.2  | 80  | 4,00 |
| 2007   | Chicago WS | 66  | 0  | 0  | 0   | 3  | 5  | 40  | 65.0  | 56  | 2,77 |
| 2008   | Chicago WS | 57  | 0  | 0  | 0   | 3  | 1  | 30  | 61.2  | 38  | 2,63 |
| 2009   | Chicago WS | 52  | 0  | 0  | 0   | 3  | 4  | 29  | 53.1  | 49  | 3,71 |
| 2010   | Chicago WS | 55  | 0  | 0  | 0   | 1  | 3  | 27  | 52.2  | 61  | 4,44 |
| Totaux | Totaux     | 329 | 0  | 0  | 0   | 14 | 18 | 173 | 341.2 | 334 | 3,40 |

| Saison | Équipe     | G | GS | CG | SHO | V | D | SV | IP  | SO | ERA  |
| ------ | ---------- | - | -- | -- | --- | - | - | -- | --- | -- | ---- |
| 2005   | Chicago WS | 6 | 0  | 0  | 0   | 0 | 0 | 4  | 8.0 | 8  | 2,25 |
| 2008   | Chicago WS | 1 | 0  | 0  | 0   | 0 | 0 | 1  | 1.0 | 1  | 0,00 |
| Totaux | Totaux     | 7 | 0  | 0  | 0   | 0 | 0 | 5  | 9.0 | 9  | 2,00 |

Note : G = Matches joués ; GS = Matches comme lanceur partant ; CG = Matches complets ; SHO = Blanchissages ; 
V = Victoires ; D = Défaites ; SV = Sauvetages ; IP = Manches lancées ; SO = Retraits sur des prises ; ERA = Moyenne de points mérités.